# 黃花探
黃花探（越南语：／，1858年—1913年2月10日），原名張文探（越南语：／），别號提探（越南语：／）、安世英杰（越南语：／），是1885年至1913年期間反法安世起義的義軍首領。

## 生平
黃花探最早的名字是張文義（Trương Văn Nghĩa），出生在今興安省仙侶縣易制社，後移居山西省，最後遷居到了北宁省安世縣（今属北江省）。其父親張文慎、母親梁氏明，都曾加入山西的阮文雁起義軍。
16歲加入大陳（Đại Trận）領導的起義軍。法軍佔領北寧之後（1884年3月），黃花探加入了陳光巒的北寧起義軍。1885年加入黃廷經的諒江起義義軍。黃廷經死後，他率部眾加入了梁文楠（綽號「提楠」）義軍，成為其麾下的一員著名將領。
1892年4月梁文楠被叛徒殺害後，黃花探成為了安世起義軍的首領。他以安世縣為據點，召集農民多次擊敗法軍，其中以呼桎嶺和東歆的戰役出名。在之後的三年裡（1893年-1895年），法軍一直試圖鎮壓安世起義軍，甚至以破壞安世附近的村莊試圖逼其投降，但黃花探以遊擊戰的靈活戰術使法軍造成了重大傷亡，成功獲得了勝利，迫使法軍議和。1895年11月，法軍再次進攻安世軍，仍舊失利；1897年12月，法國被迫再次同黃花探議和。
1897年至1909年期間，黃花探的安世起義軍領地不斷擴張，逼近了河內城下。他與中越邊境的黑旗軍互相聲援，後來又支持中國廣東孫中山的革命黨，對流亡到越南北部的中國革命黨人士給予了庇護。他也同越南獨立運動志士潘佩珠、潘周楨等人積極聯繫，1906年參加反法組織維新會，並組建了義興黨。
1908年，黃花探製造了河城投毒事件，企圖趁機奪取河內，但因告密而失敗。此次事件震驚了越南，1909年1月29日，法軍15000人對黃花探的安世起義軍發動總攻。黃花探轉戰太原（位於太原省）、三島（位於永福省）等地抗擊法軍，但於10月5日在朗山被法軍擊潰，逃竄山中。1913年。起義軍徹底潰滅，黃花探劫持了三艘船隻，欲逃亡海外，但途中由於醉酒殺死了兩名親信，因此部將人人自危。不久，黃花探即被變節的部將於1913年的2-3月間暗殺。
越南社會主義運動領導人胡志明十分崇拜黃花探，因此越共對黃花探給予了很高的評價。今越南河內市巴亭郡有一條街道被命名為黃花探路，胡志明市中心有提探街与范五老街和裴援街相交，以紀念其抗法事蹟。

## 家庭
妻子：鄧氏柔

### 子女
- 黃德仲（Hoàng Đức Trọng）
- 黃文零（Hoàng Văn Rinh）
- 黃文熒（Hoàng Văn Huỳnh）
- 黃文韋（Hoàng Văn Vi）
- 黃氏世[1]